# It’s a Man’s Man’s Man’s World
It’s a Man’s Man’s Man’s World ist ein Lied von James Brown aus dem Jahr 1966, geschrieben von ihm selbst und Betty Jean Newsome. Das Lied wurde auf dem gleichnamigen Album veröffentlicht und dauert 2:52 Minuten.

## Geschichte
Der Inhalt des Liedes basiert auf den Beobachtungen der damaligen Lebensgefährtin James Browns, Betty Jean Newsome. Die Welt sei zwar von Männern erbaut worden, in Form von Autos, Eisenbahnen und Elektrizität, aber ohne Frauen sei sie nichts wert. Gemeinsam mit Brown schrieb sie das Lied und gab ihm den Titel It’s a Man’s Man’s Man’s World, in Anlehnung an die Filmkomödie Eine total, total verrückte Welt (Originaltitel: It’s a Mad, Mad, Mad, Mad World). In späteren gerichtlichen Auseinandersetzungen, die klären sollten, wie viele Royaltys Brown Newsome schulde, behauptete Newsome, dass Brown keinen Teil des Songtexts geschrieben habe.
Obwohl das Musikmagazin Rolling Stone den Song als „biblisch chauvinistisch“ bezeichnete, wählte es ihn auf Platz 123 der 500 besten Songs aller Zeiten (in der 2010 erneuerten Version der Liste Platz 124).

## Besetzung
Gesungen wurde das Lied von James Brown. Arrangiert und geleitet wurde die Aufnahme von Sammy Lowe. Nicht alle Mitglieder der Studioband sind bekannt, die an der Aufnahme mitwirkten, so die Streicher, die Bass-Spieler und der Posaunist. Bekannt sind folgende Musiker:
- Trompete: Dud Bascomb, Waymon Reed und Lamarr Wright
- Piano: Ernie Hayes
- Gitarre: Billy Butler
- Schlagzeug: Bernard Purdie
- Baritonsaxophon: Haywood Henry

## Coverversionen (Auswahl)
- 1966: Lucio Dalla für sein Album 1999 (unter dem Titel Mondo di uomini)
- 1966: Nino Ferrer für sein Album Enregistrement public  (in Französisch unter dem Titel Si tu m'aimes encore und auf Italienisch als Si tu m'aimes encore)
- 1973: Tom Jones für sein Album The Body and Soul of Tom Jones
- 1983: Grand Funk Railroad auf ihrem Album What's Funk?
- 1984: The Residents (Single)
- 1995: Cher für ihr Album It’s a Man’s World
- 1997: Marla Glen für ihr Album Our World
- 2003: Joss Stone für ihr Album The Soul Sessions
- 2008: Seal für sein Album Soul
- 2014: Gerald Albright für sein Album Slam Dunk
- 2019: Natacha Atlas für ihr Album Strange Days